# ليو زاكس
ليو زاكس (بالعبرية: ליאו זקס‏) هو عالم أحياء جزيئية وعالم وراثة وأحيائي إسرائيلي، ولد في 14 أكتوبر 1924 في لايبزيغ في ألمانيا، وتوفي في 12 ديسمبر 2013.